# تیا تکسادا
تیا تِکسادا (انگلیسی: Tia Texada؛ زادهٔ ۱۴ دسامبر ۱۹۷۱) یک هنرپیشه و خواننده اهل ایالات متحده آمریکا است.

## گزیدهٔ آثار

### سینما
- مرد عنکبوتی شگفت‌انگیز (۲۰۱۲)
- باجه تلفن (۲۰۰۳)
- سیزده گفتگو در مورد یک چیز (۲۰۰۲)
- طعمه (۲۰۰۰)
- پرستار بتی (۲۰۰۰)
- سایه یک شک (۱۹۹۸)
- از گرگ‌ومیش تا سحر (۱۹۹۶)

### تلویزیون
- چاک (۲۰۱۰)
- ذهن‌های مجرم (۲۰۰۸)
- سی‌اس‌آی: میامی (۲۰۰۷)
- دیدبان سوم (۱۹۹۹)
- بخش فوریت‌های پزشکی (۱۹۹۶)